# Tony Rosato
Tony Rosato (Nápoly, Olaszország, 1954. december 26. – Toronto, 2017. január 10.) olasz-kanadai színész, szinkronszínész.

## Filmjei

### Mozifilmek
- A csendestárs (The Silent Partner) (1978)
- A nagy futás (Running) (1979)
- A fókalovag (Nothing Personal) (1980)
- Szemenszedett szenzáció (Switching Channels) (1988)
- Vágyálom (Brown Bread Sandwiches) (1989)
- Zabolátlan szeretők (Friends, Lovers, & Lunatics) (1989)
- Szombat esti frász (Mystery Date) (1991)
- Mr. Balhé (Family Plan) (1997)

### Tv-filmek
- Kurázsi (Courage) (1986)
- Perry Mason: A lövöldöző sztár esete (Perry Mason: The Case of the Shooting Star) (1986)
- Zsaru pókhálóban (One Police Plaza) (1986)
- A nagy gyémántrablás (The Diamond Fleece) (1992)
- A törvény útvesztője (The Good Fight) (1992)
- Kölcsöngyerek visszajár (Rent-a-Kid) (1995)
- Kissinger és Nixon (Kissinger and Nixon) (1995)
- Vadászat Lisára (The Haunting of Lisa) (1996)
- A kutyafáját (In the Doghouse) (1998)
- Hozzám tartozol (You Belong to Me) (2002)

### Tv-sorozatok
- Trópusi hőség (Sweating Bullets) (1991, egy epizódban)
- Tesz-vesz város (The Busy World of Richard Scarry) (1993–1997, 36 epizódban, hang)
- Robotzsaru (RoboCop) (1994, egy epizódban)
- Hegylakó (Highlander) (1995, egy epizódban)
- Fraser és a farkas (Due South) (1996, egy epizódban)
- Az elveszett ereklyék fosztogatói (Relic Hunter) (1999–2000, három epizódban)
- Doki (Doc) (2001, 2004, két epizódban)